# جاكي روبرت
جاكي روبرت (بالفرنسية: Jacky Robert)‏ هو طاه فرنسي، ولد في 13 سبتمبر 1950.